# Licsi
| Energia 66 kcal 276 kJ |        |
| Szénhidrátok | 16.5 g |
| - Étkezési rostok 1.3 g |        |
| Zsír | 0.4 g  |
| Fehérje | 0.8 g  |
| C-vitamin 72 mg | 87%    |
| Kalcium 5 mg | 1%     |
| Magnézium 10 mg | 3%     |
| Foszfor 31 mg | 4%     |
| Az ehető rész súlya a teljes súly 60%-a A százalékos értékek az amerikai felnőttek számára javasolt napi mennyiségre (RDA) vonatkoznak. Forrás: USDA tápanyag adatbázis |        |

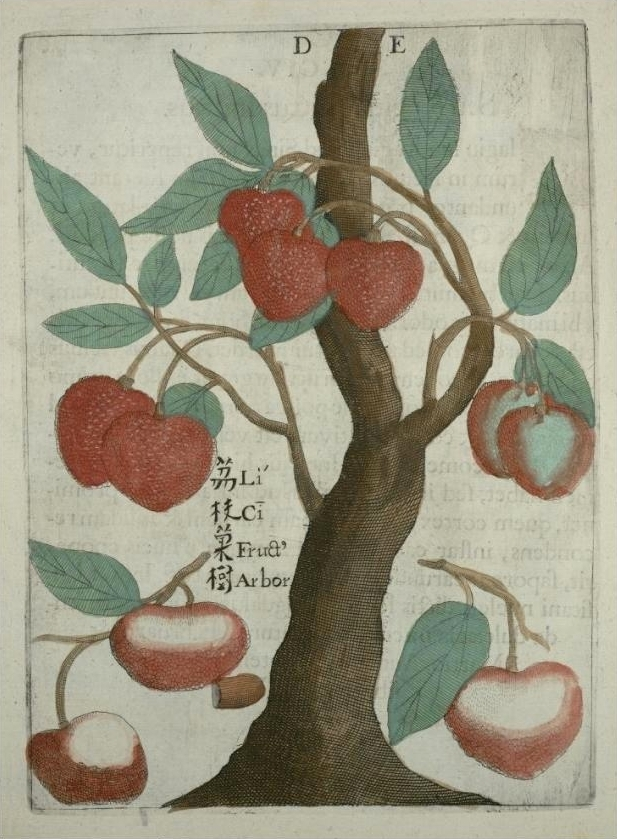
Licsi az egyik legrégebbi természetrajzi könyvben Kínából

A licsi (Litchi chinensis) Dél-Kínában  több mint ezer éve termesztett trópusi gyümölcs. A licsi név a kínai nyelvből származik (kínaiul: 荔枝, lìzhī), korábbi formája feltehetően lèće. Dél- és Kelet-Ázsiában ez a név különböző formáiban terjedt el.

## Származása, elterjedése
Ázsia szubtrópusi és váltakozóan nedves trópusi régióiban (Indiában, Vietnám északi részén és a Fülöp-szigeteken) kedvelt gyümölcsfa. Új-Zélandon, Ausztráliában, Latin-Amerikában, valamint Kelet- és Dél-Ázsiában is ültetik.

## Története
A Tang-dinasztia idejéből számos feljegyzés maradt ránk a licsiről, mert Li Longji (Xuanzong) császár (685-762) szeretett mellékfeleségének, Yang Yuhuannak (Yang Guifei) kedvenc gyümölcse volt. A csak Kína déli részén termő gyümölcsöt egy császári futárszolgálat szállította a fővárosba. A történészek megoszló véleménye szerint a mai Guangdongból vagy pedig a mai Szecsuan tartományból indultak, és gyors lovakon éjjel-nappal egymást váltották, hogy a gyorsan romló gyümölcs idejében megérkezzen.
Az első nyugati feljegyzéseket a licsiről Pierre Sonnerat (1748–1814) tette, miután visszatért kínai és délkelet-ázsiai útjáról.
1764-ben Joseph-François Charpentier de Cossigny de Palma vezette be termesztését a Réunion szigeten. Termesztését átvette Madagaszkár is, így vált fő termelőjévé.

## Megjelenése, felépítése
10–30 m magas, örökzöld fa. Koronája terebélyes, zárt. Sötét, 12–25 cm hosszú, párosan, ritkábban páratlanul szárnyalt, 4–8 levélkéből álló levelei szórtan állnak. A hosszúkás-tojásdad vagy lándzsás, kihegyezett levélkék 6–10(–15) cm hosszúak és 1,7–4 cm szélesek, nyelük a 3–8 mm hosszú. A vékony-bőrnemű, ép szélű levelek színe fényes sötétzöld, fonákja szürkészöld. A dúsan, ernyősen elágazó, legfeljebb 70 cm hosszú, sok-sok virágból álló virágzatok a hajtások végén csüngenek. A virágtakaró négytagú sárgás vagy zöldes csésze szirmok nélkül.
A sok virágból csak kevés termés fejlődik, és ezek legtöbbje is lehull éretlenül. A gömbölyded vagy elliptikus gyümölcs 2,5–4 cm hosszú, a tömege 15–25 g. Vörös, kemény, vékony, de érdes héját (perikarpium) hegyes bibircsek borítják; betakarítás után gyorsan megbarnul. Az ehető, üvegesen fehér vagy vöröses, nagyon bő levű, édeskésen savanyú, zamatos magköpeny egy fényes, fekete vagy sötétbarna (10–20 mm hosszú, 6–12 mm széles) kőmagot vesz körül.

## Felhasználása
Az érett termés húsát a könnyen felszakítható héj leválasztása után nyersen fogyasztják. A hámozott és kimagozott, cukorral megfőzött vagy eltett gyümölcsöt salátákhoz, desszertekhez és süteményekhez használják. Kelet-Ázsiában zselét, jégkrémet és más édességeket is készítenek belőle. Kínában és Indiában aszalják, és utána teához eszegetik. Ízletes levét nyersen isszák, de licsibort is erjesztenek belőle, egy részét likőrnek dolgozzák fel. A főzött, konzervált licsit a világ számos részére exportálják. Virágát, termését, levelét, kérgét, gyökerét a népi gyógyászatban sokféle módon használják. Fája nagyon tartós.
Hasonlít hozzá a longánfa (Dimocarpus longan).

## Életmódja, élőhelye
Csak a mély rétegű, humuszos, vízzel jól ellátott talajon fejlődik jól, kiváltképp a viszonylag hűvös, száraz telű szubtrópusi éghajlaton. Az állandóan nedves egyenlítői alföldön nem terem. Magról és ivartalanul is szaporítják. 6-12 éves korában fordul termőre; egy-egy fa évi 40–120 kg gyümölcsöt terem. A sokféle fajtája van. Betakarításkor egyszerre vágják le az egy virágzatból fejlődött termésegyüttest; az egyesével leszakított gyümölcsök gyorsan megromlanak. Hűtve körülbelül egy hétig élvezetes, utána elveszti színét és minőségét. Az exportra szánt áru tartósságát kénes kezeléssel hosszabbítják meg.

## Magyar elnevezései
A gyümölcs első magyar nyelvű említése 1894-ből származik. Licsi alakban A Pallas nagy lexikona tesz róla említést. A későbbiekben licsi-fa, licsifa, litcsi, litchi, licsi-szilva, licsiszilva alakok is előfordulnak.

## Képgaléria

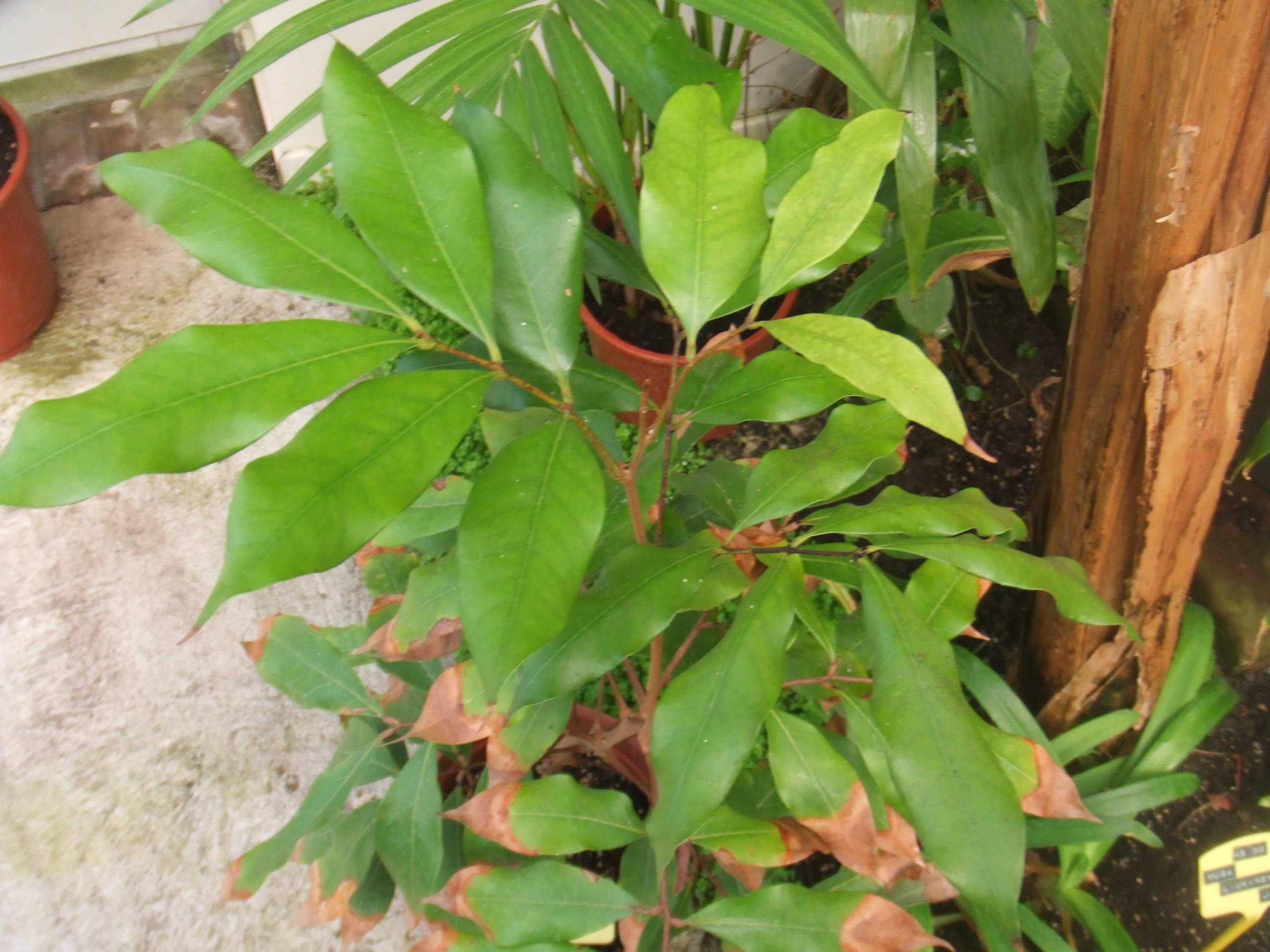
Fiatal növény
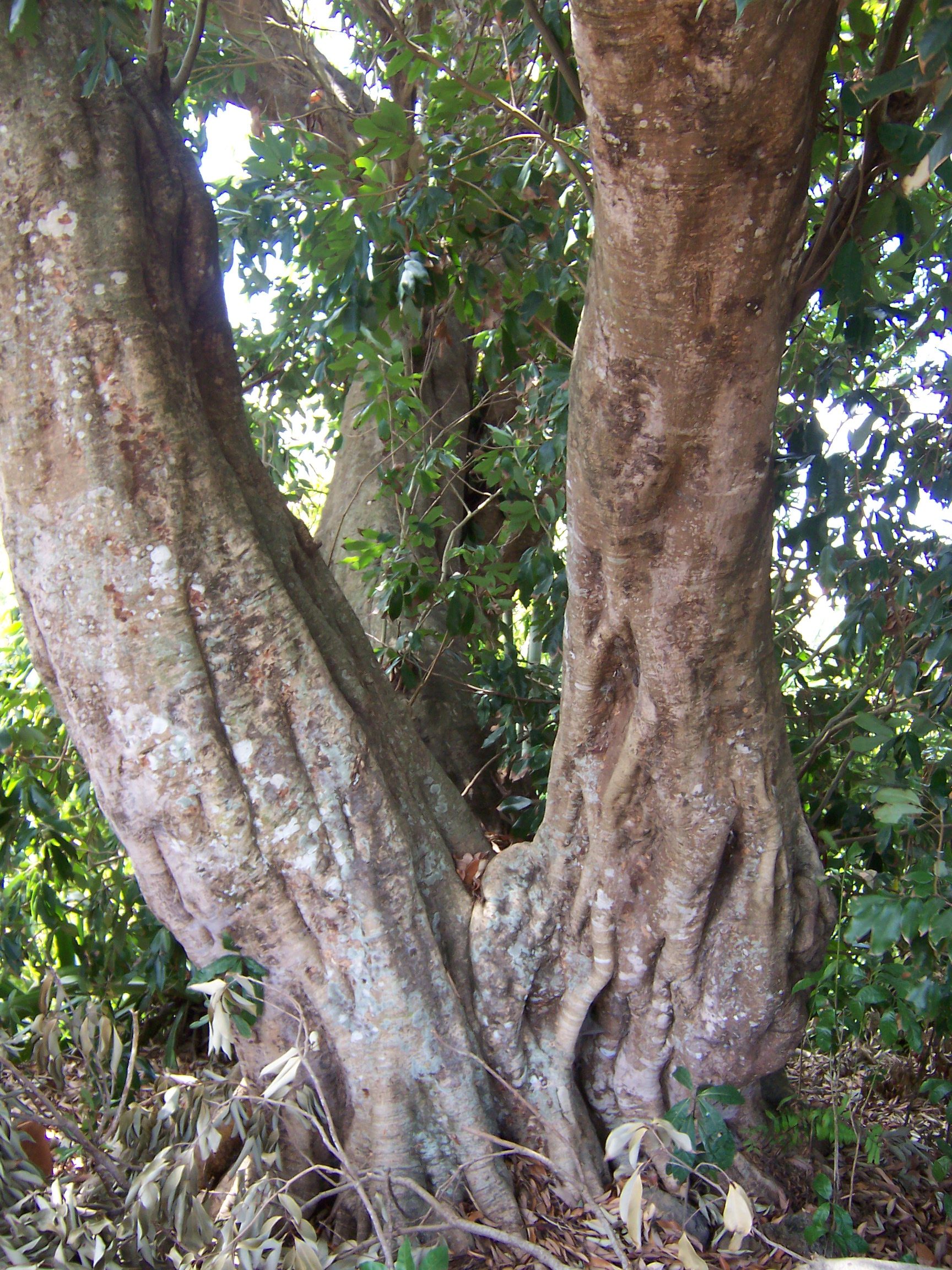
Fatörzs
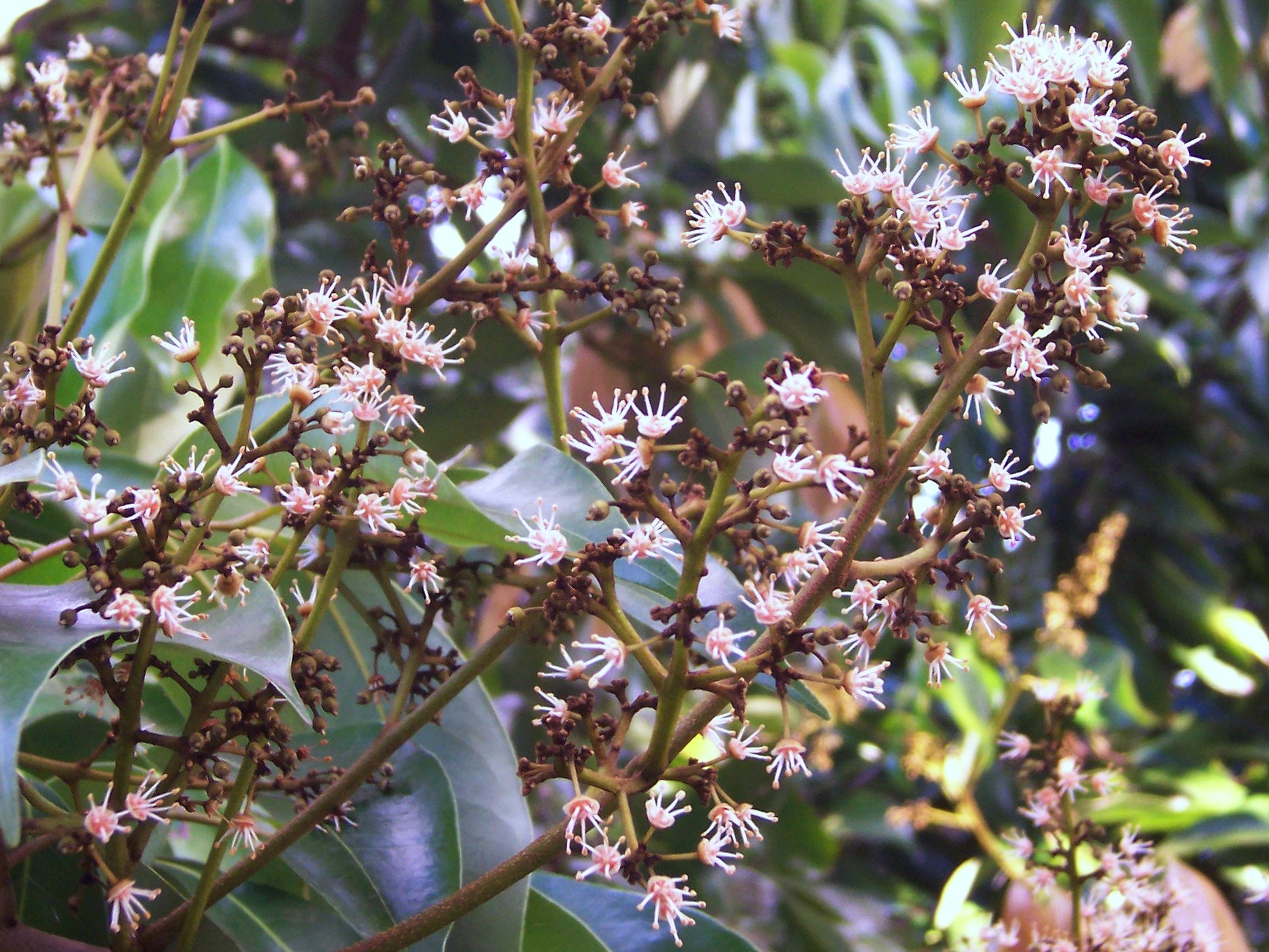
Virágzó ágak
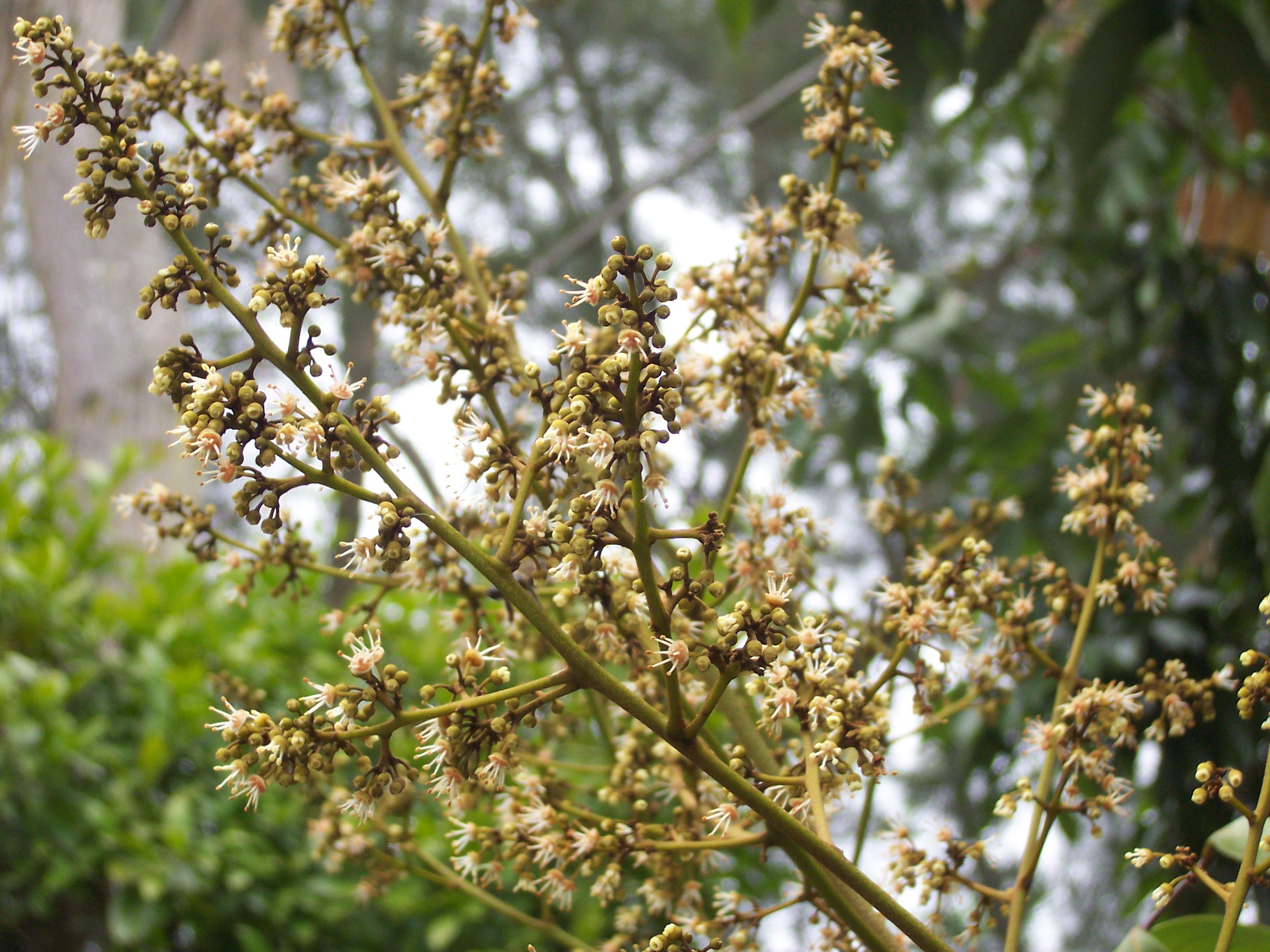
Virágzó ágak
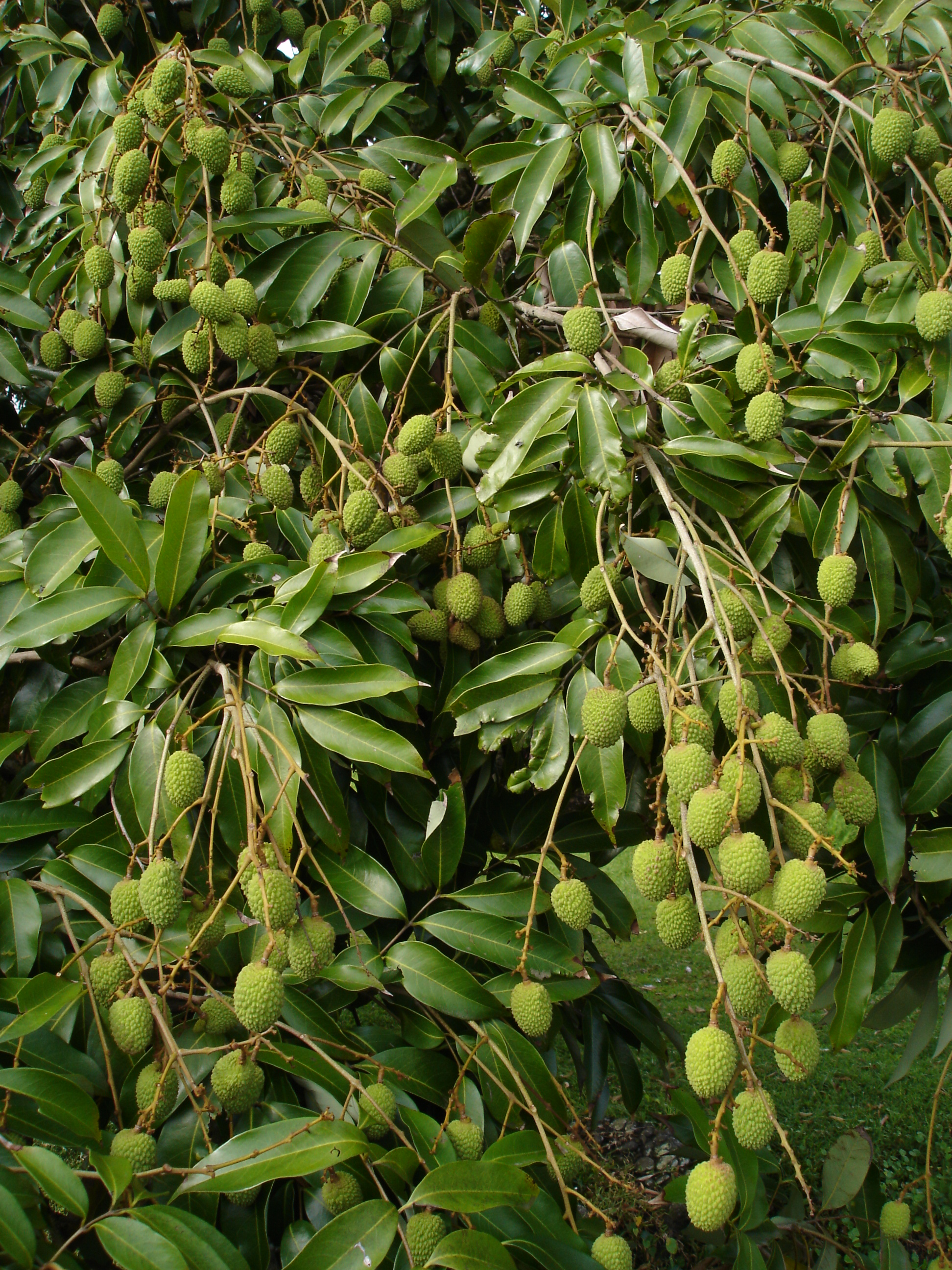
Zöld gyümölcsök egy fán
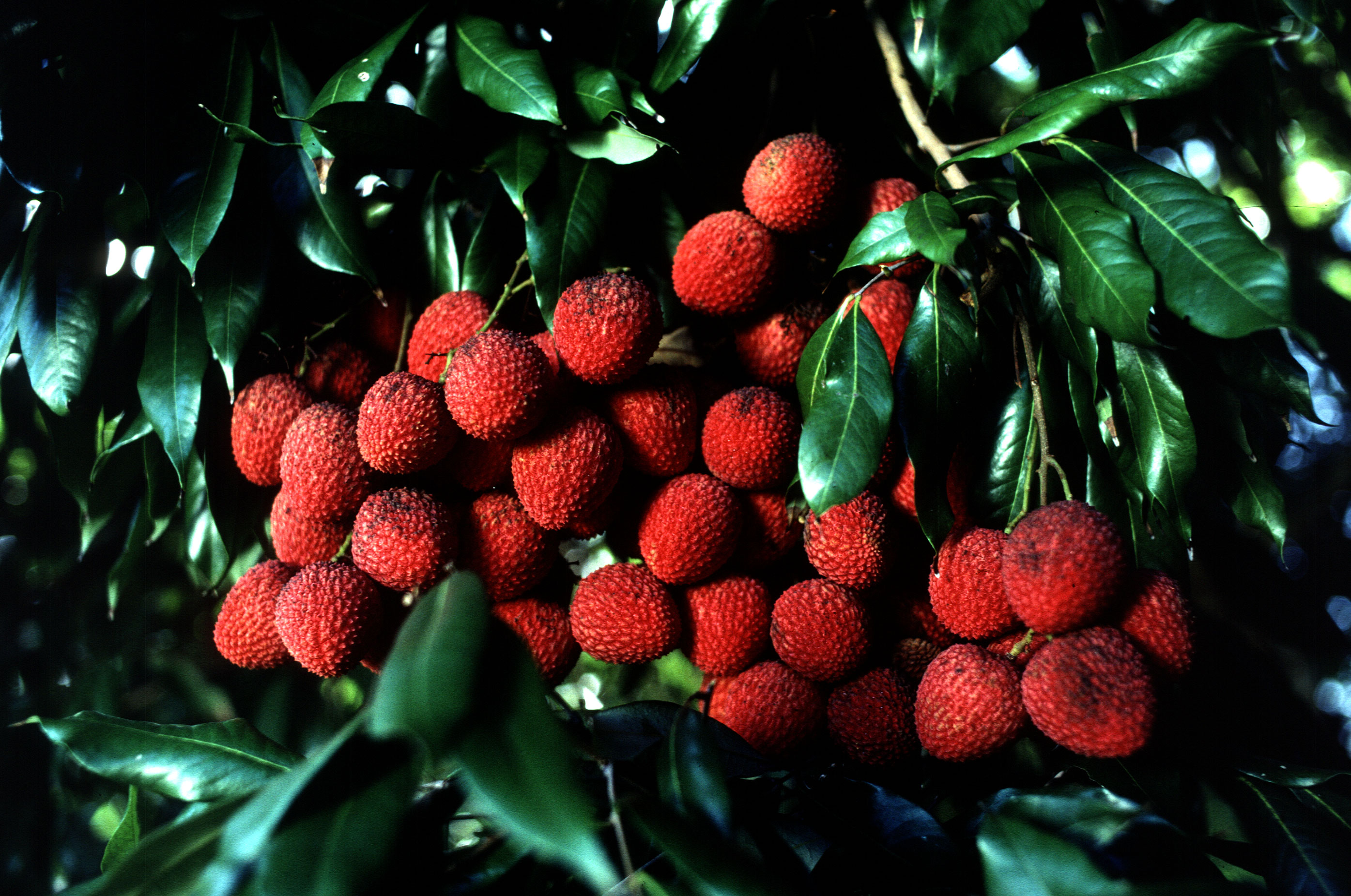
Licsiág érett gyümölcsökkel
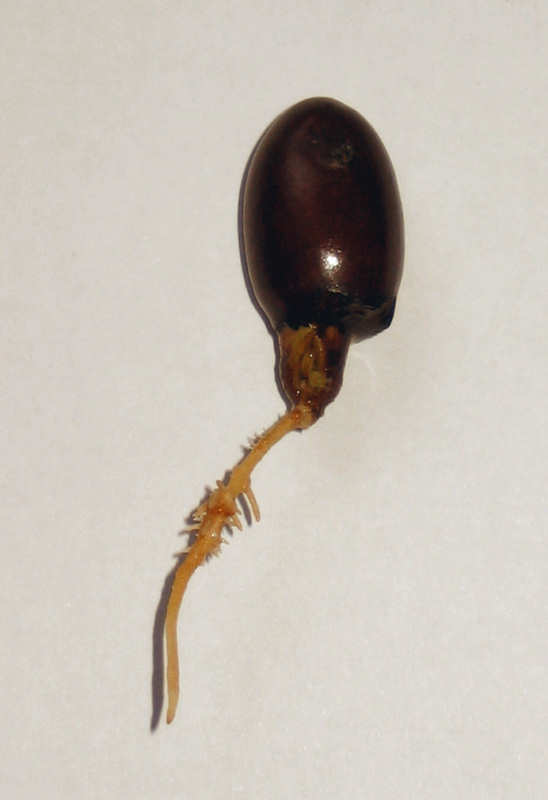
Csírázó mag
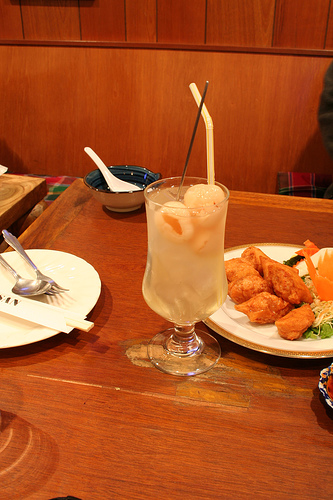
Licsilé
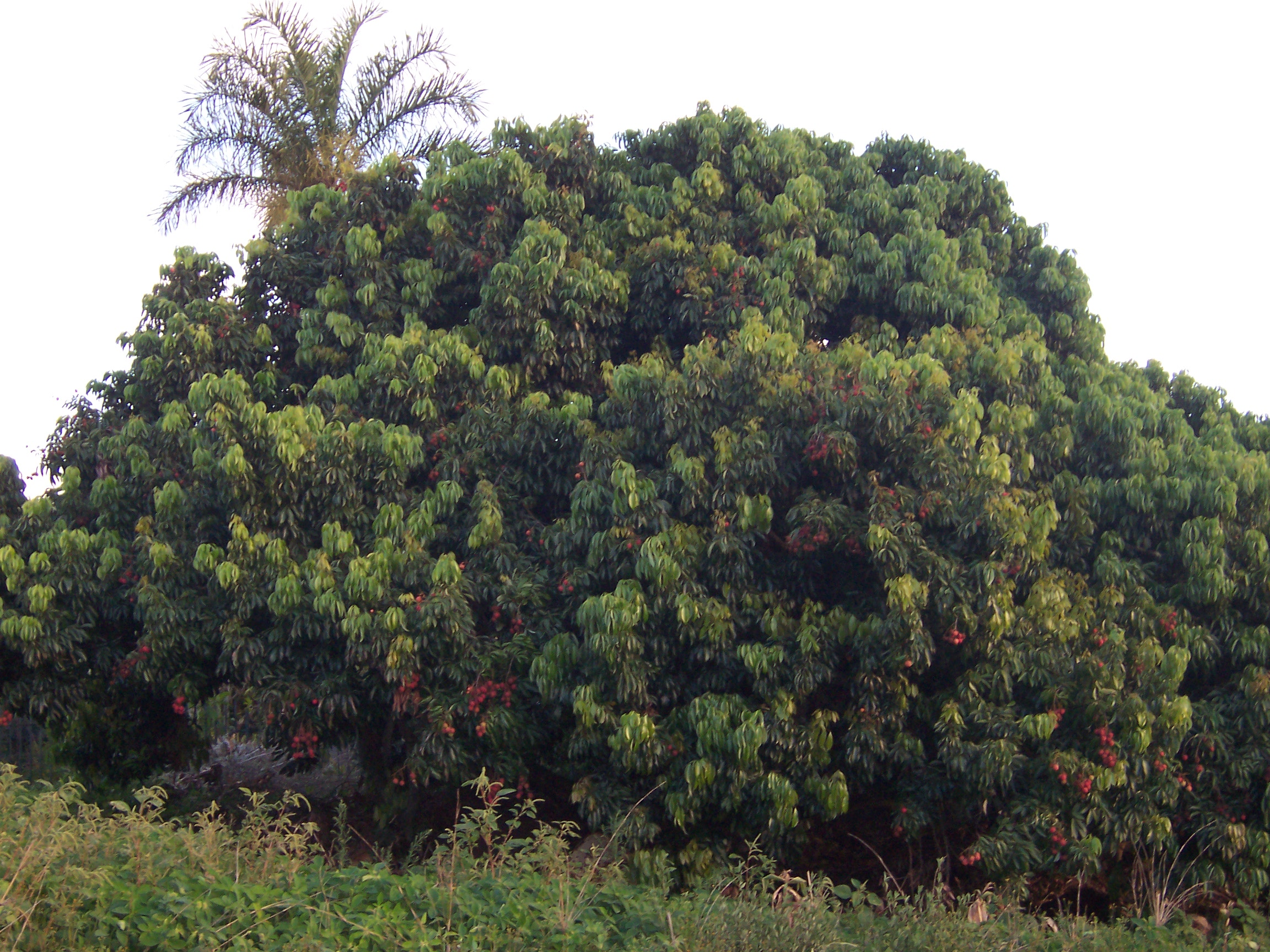
Licsifa
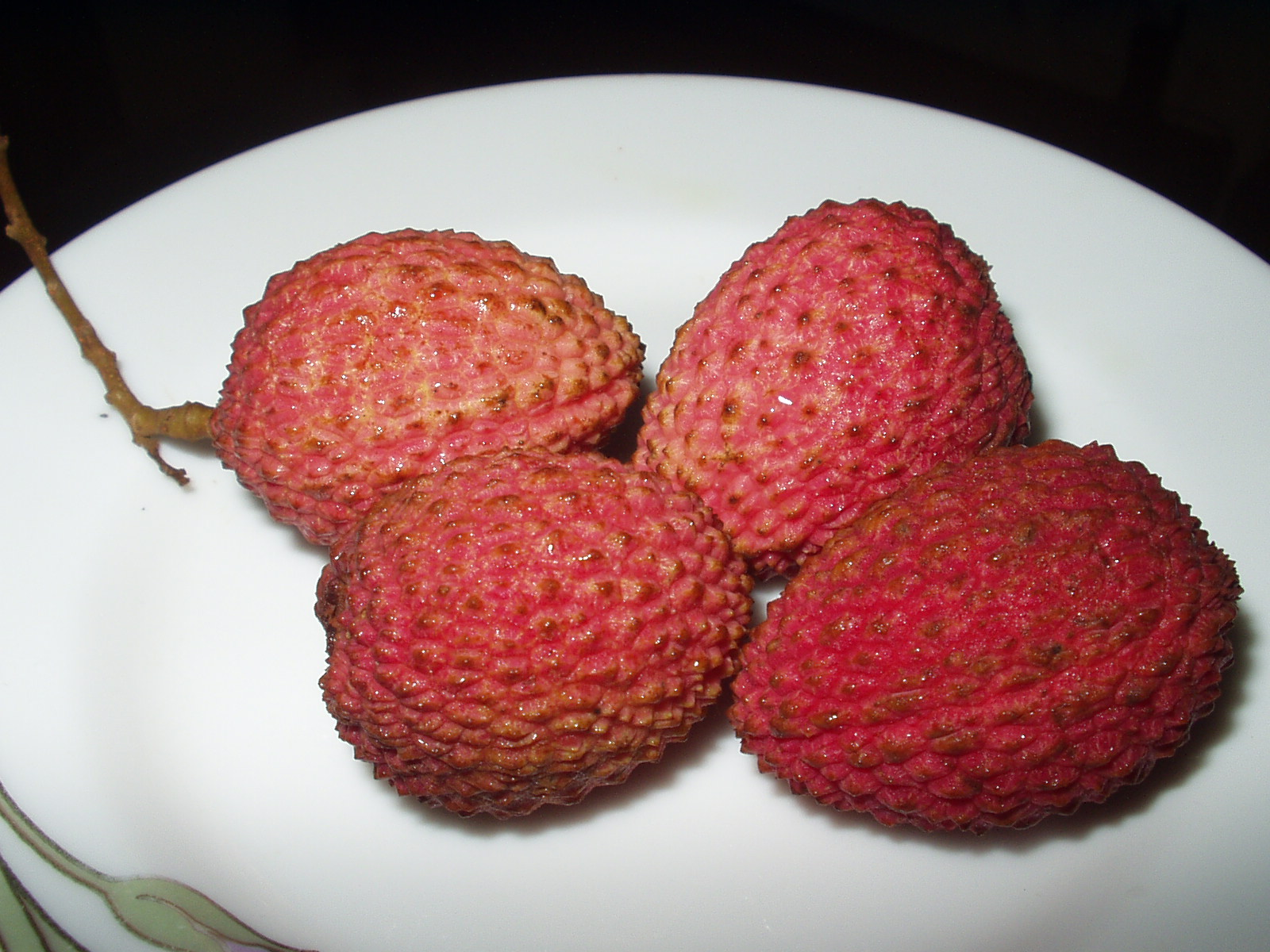
Gyümölcsök
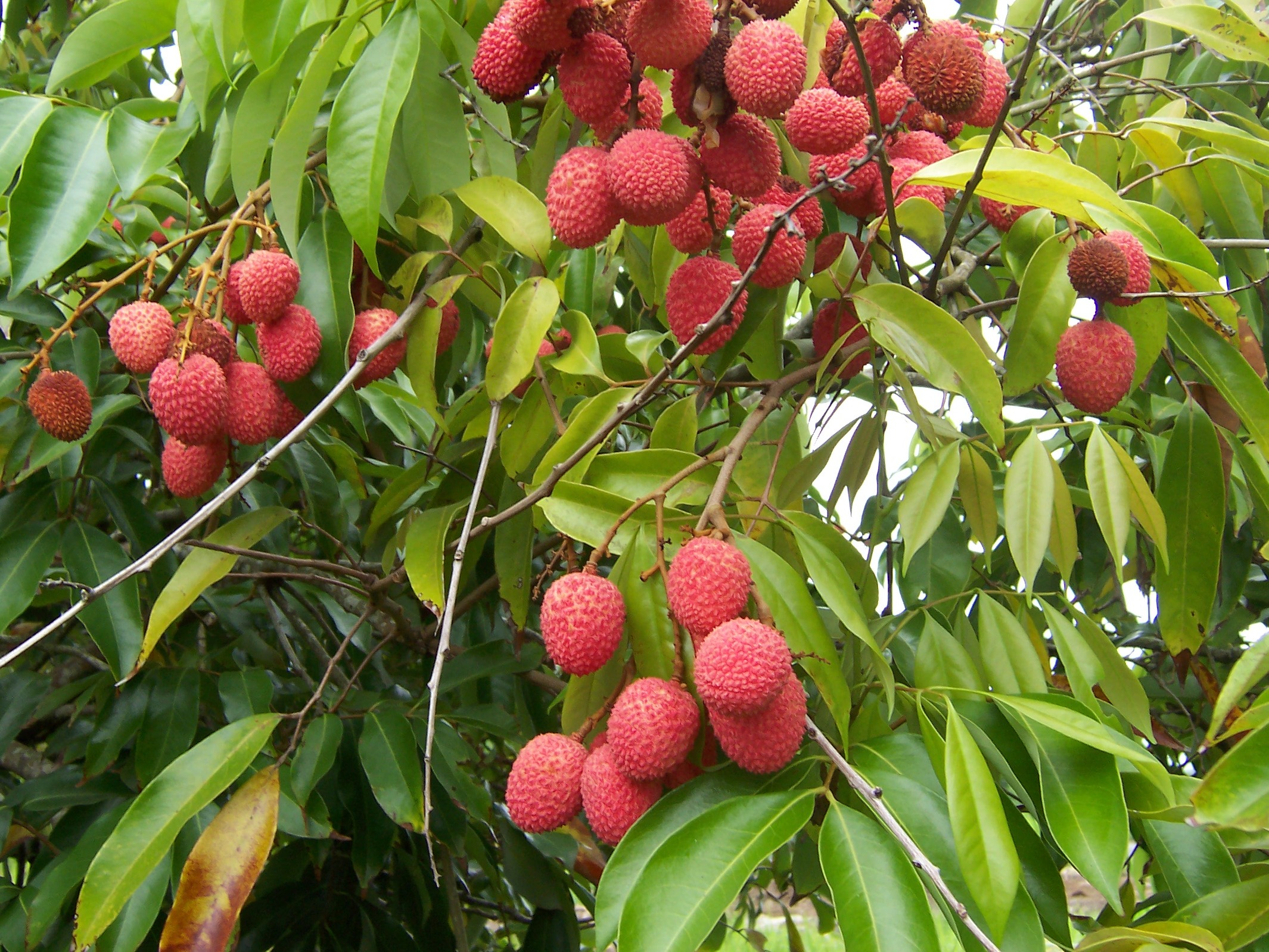
Gyümölcsös ágak
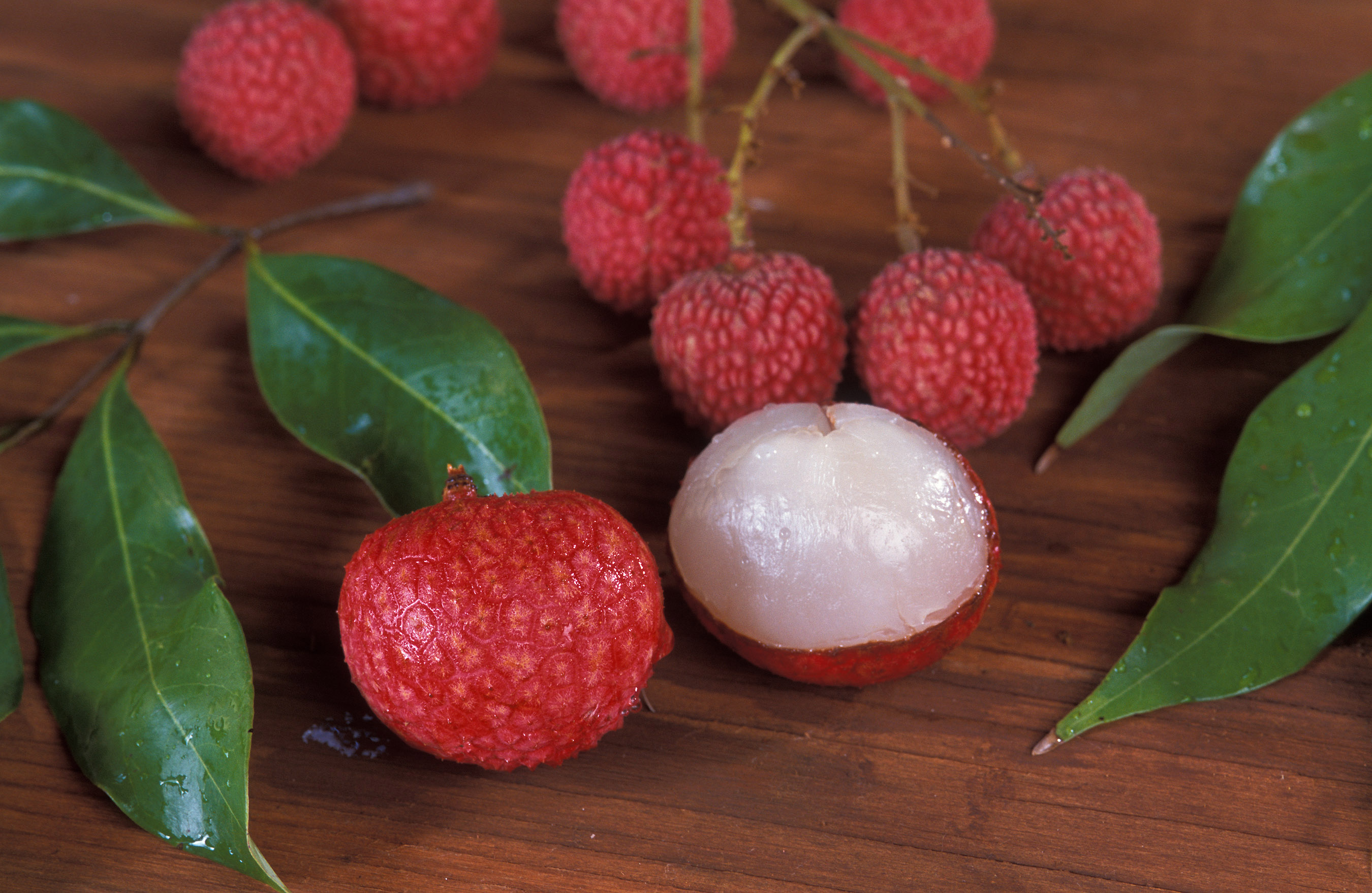
Gyümölcsök
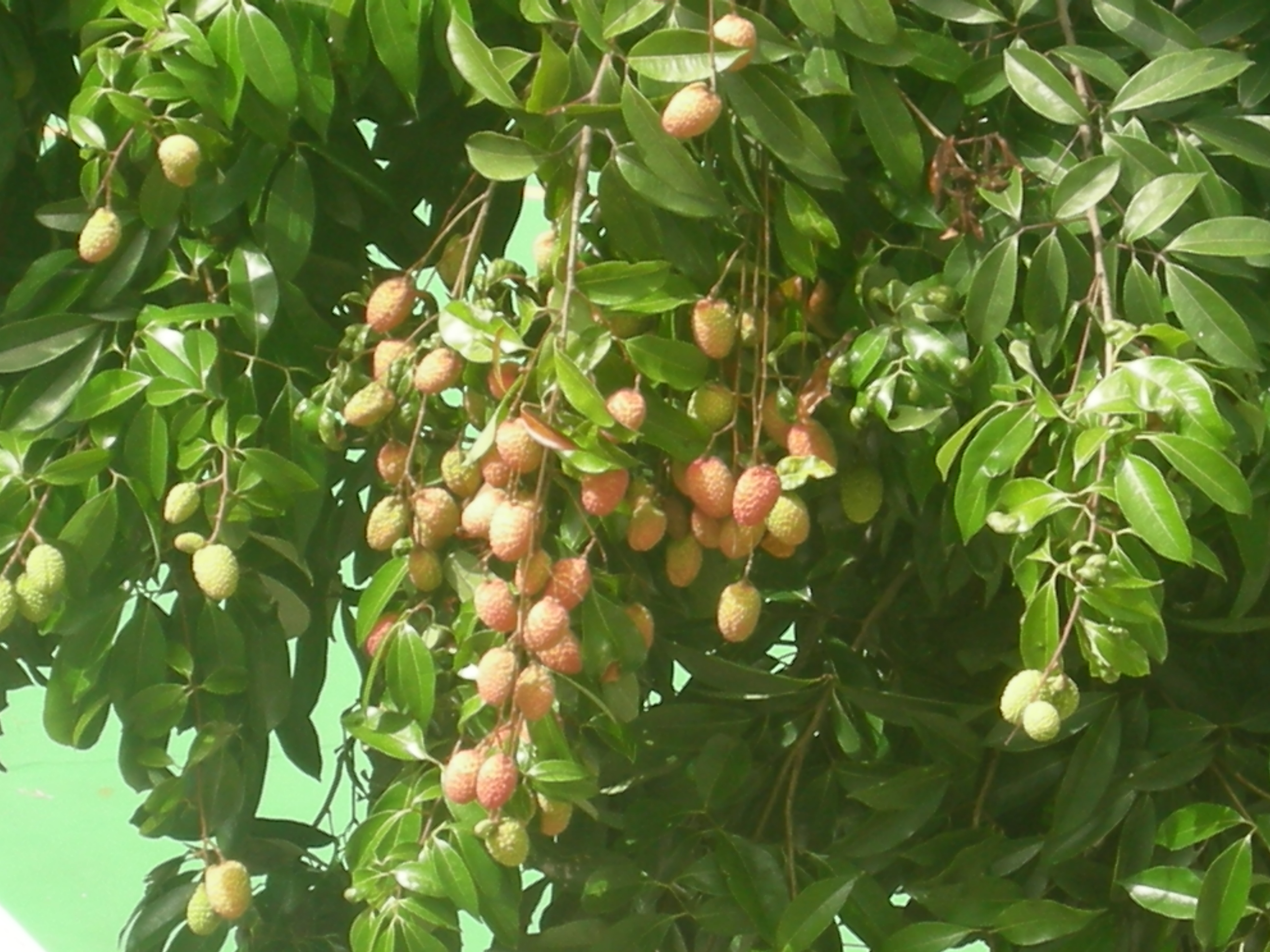
Érett és éretlen gyümölcsök a faágon
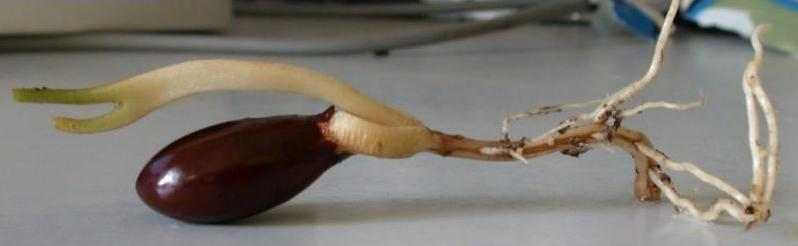
A friss licsimag körülbelül két hét alatt csírázott ki